# 市區更新

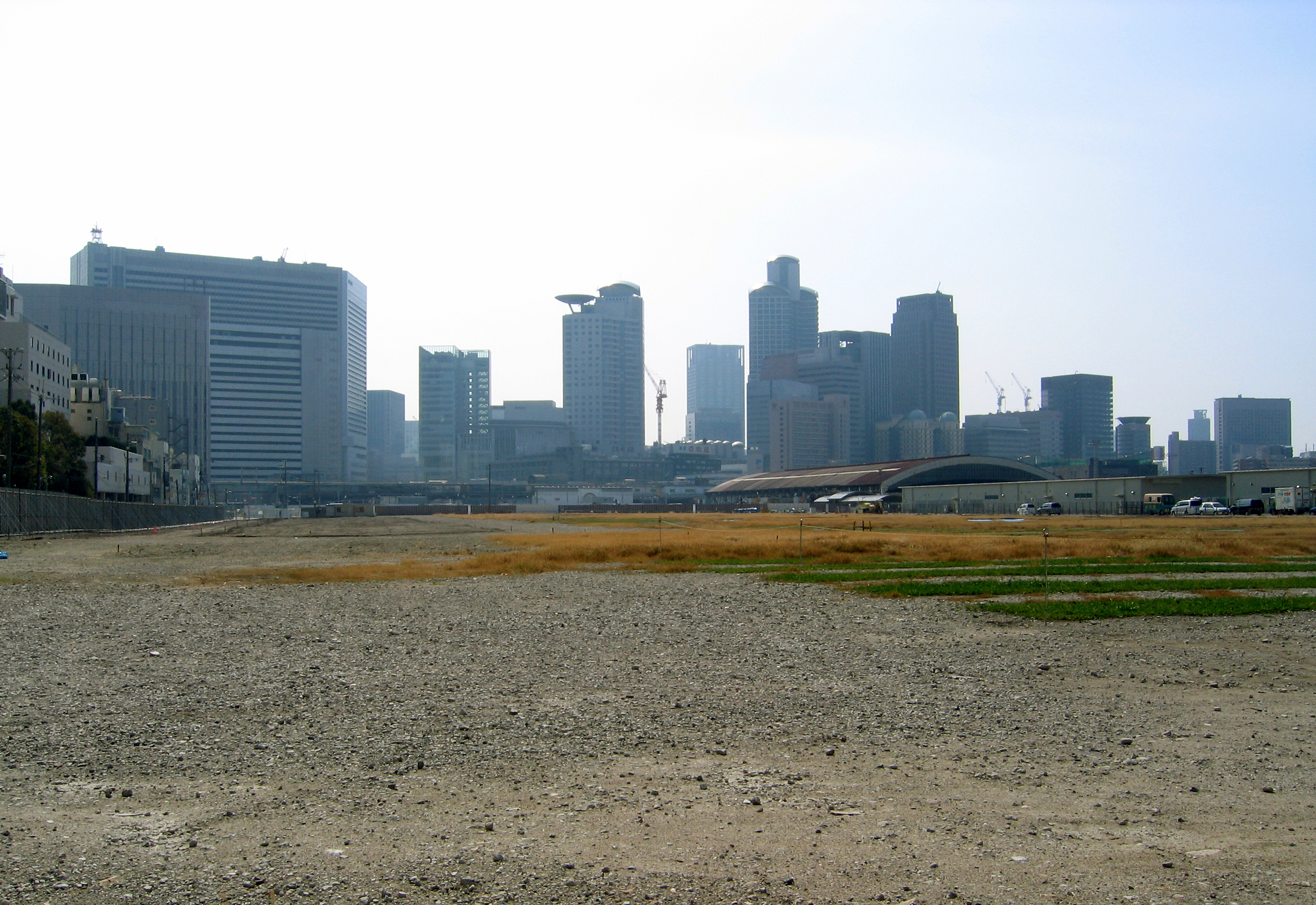
日本大阪站北再開發區

市區更新（英語：urban renewal），又稱都市再開發、城市改造、都市復興、舊區改造或市區重建，在台灣簡稱都更，是指都市內因為早期欠缺城市規劃或是建築物日久失修，而作出全面或部份性的重新興建或整理及修緝計劃或工程。
在許多發展歷史相當悠久的城市，都需要透過市區更新來解決原有市中心功能萎縮的問題。但是在實行的同時，常會有反對意見，例如老舊建物重建的釘子戶。

## 概論
都市的發展有其生命週期，歷史悠久的都市勢必面臨經濟功能與物質功能之衰退，從而衍生出經濟無效率及社會秩序等問題。透過都市更新手段可促進都市土地有計畫之再開發利用，復甦都市機能，改善居住環境，增進公共利益。
城市經濟學的解釋認為，城市的土地有其地租，而地租可以分為現狀土地利用下的實際地租，以及改造後最優化狀態下的潛在地租。一塊土地剛開發時，業主為了實現利润最大化，往往會致力於使土地的實際地租達到潛在地租的水平。但是，由於城市的發展和擴展、基礎設施的完善等，土地的区位條件發生變化，潛在地租得到提升；而建築物老化、需要修繕，使得實際地租反而下降，二者之間產生「租差」。當實際地租和潛在地租的租差足夠大時，資本就有了獲利的空間，城市更新就有可能進行。
都市更新依其目的性可分為三大面向，分別為整建、重建與維護。若依此面向針對都市地區進行更新，則可以集中公私部門間有限資源進行有效率的更新。

## 處理方式
1. 拆除重建：指拆除原有建築物，重新建築，同時進行住戶安置及改進區內公共設施，通常伴隨着土地使用性質或容积率的變更。
2. 整建、整治、微更新：指改建、修建更新地區內建築物或充實其設備，並改進區內公共設施。
3. 維護：指加強更新地區內土地使用及建築管理，改進區內公共設施、以保持其良好狀況。

## 好處
都市進行都市更新後，可能有以下好處：
- 樓價升值。
- 在商業區或觀光區，發展成景點，吸引遊客。

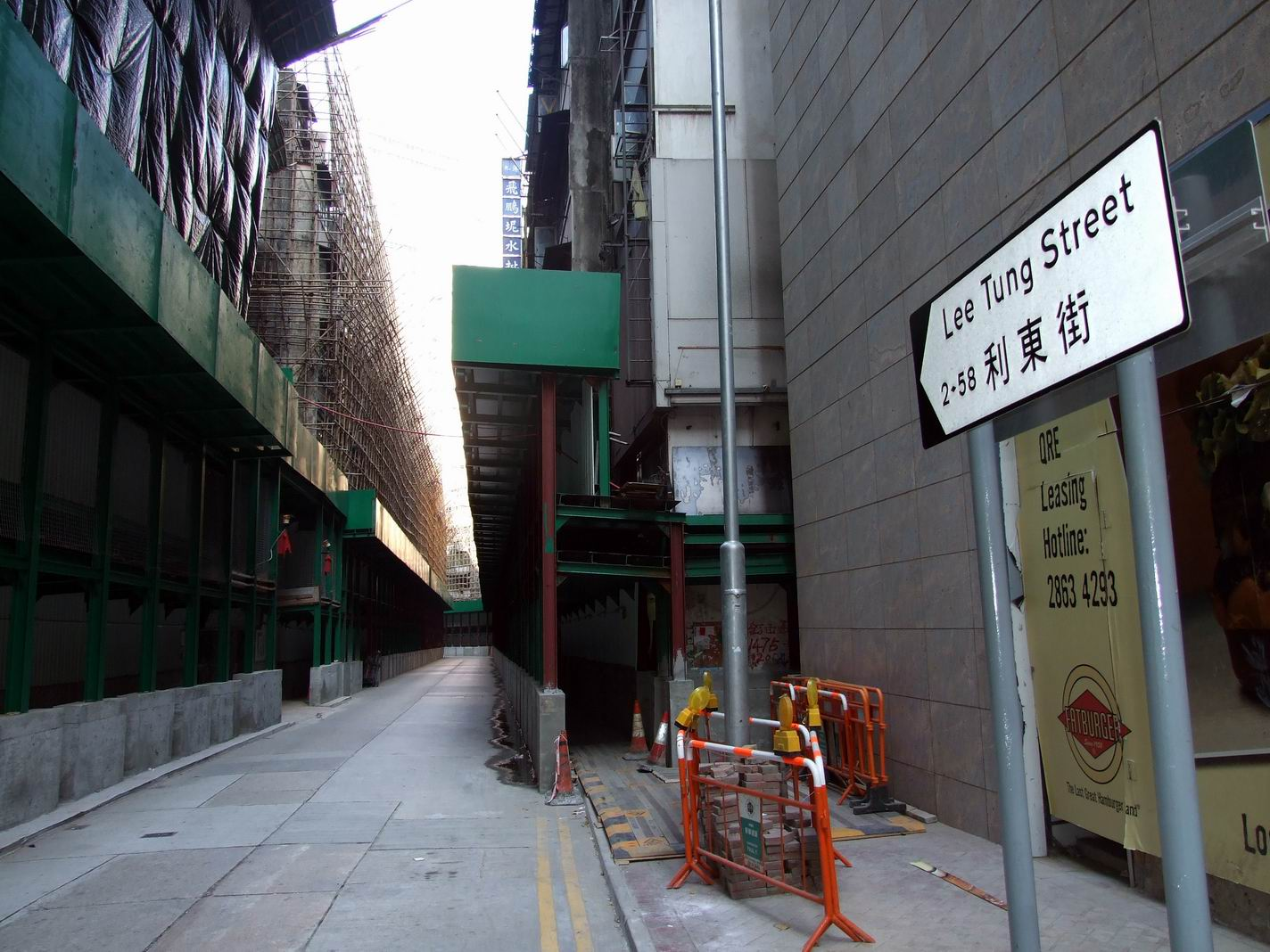
香港已重建了利東街（又稱喜帖街)⬆️上面是重建中的圖片

- 改善市容（例如更新後生活垃圾集中轉運，而不是再隨意棄置於街頭）。
- 以新版的建築法規為依據，使用了更新的建築材料和工藝，因此建築的抗震能力與品質會更高。
- 改善街巷狹窄、停車困難情況（前題是都更的同時，以建蔽率縮減的方式，進行道路拓寬、設置人行道和地下停車場）。
- 改善居住環境（例如改造排水管網、新建公共服務配套設施）。
- 容積率獎勵、相關稅負的減免（地價稅、房屋稅、土地增值稅、契稅）。

成功案例
臺灣
- 聯邦合家歡社區吉祥區：臺北市首例落成的自辦都更，位於內湖，921地震後被判定海砂屋，由住戶發起自組更新會，向北市府申請成立都市更新團體、至取得建照經過10年，在2010年動工，2013年改建取得使照。[3][4]
- 松柏大廈：臺北市公辦都更2.0的首案，2020年10月15日提出申請，位於士林區社子重慶北路四段，屋齡36年，由地主彭宇豪發起，自主整合地主，申請海砂屋鑑定，取得容積獎勵條件，是少數無建商介入自主整合完畢的成功都更案例。[5][6]
- 中山金澤：臺北市中山區首例自主更新都更案，由24位地主發起的自主更新案，於2008年劃定為台北市都更區域，2012年申請都更，2013年經台北市政府核定，2020年1月拿到使用執照，由華熊營造興建。[7][8]
- 天母樺園社區：臺北市北投區榮華三路及明德路口，2007年鑑定為高氯離子混凝土建築物，2010年8月20日列管為海砂屋建築物，2013年4月12日公告迅行劃定為更新地區。社區住戶共同協力自組都市更新會擔任實施者辦理都市更新，並取得全體住戶百分之百的同意，於2020年9月向市府申請都市更新案報核，預計2024年完工。[9]
- 富品南京東路：臺北市松山區基地約400坪，屋齡現況逾50年，30餘年歷經逾20間建商整合未果，為建設業界為著名之整合難度極高明星地。由昶和纖維及富品建設於2022年4月29日取得台北市危老重建計畫案668案核准。[10]

## 壞處

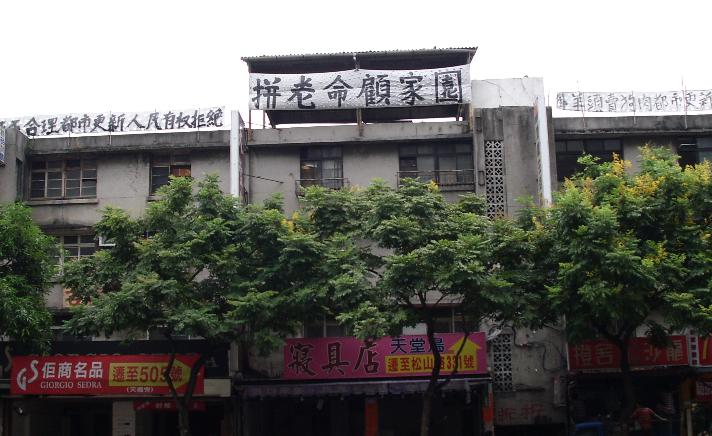
永春都更案中，居民拉橫幅抗議都市更新計劃。

- 儘管政府多宣傳市區更新可以為社會帶來好處，但實際上政府著眼的是市區重建帶來都市貧民區的遷移、地價提高帶來物業稅的增加、以及都市因為新建築活動帶來就業與經濟活動增加所衍生出來的經濟與政治效益。
- 對於社區居民而言，市區更新的結果是可能破壞當區之守舊派本土文化以及既有的社會網絡，使得原有的社區文化以及生活面臨瓦解。
- 更新後的社區地價提高、租金上漲，導致士紳化，許多不願轉換居住環境，但是因為收入低而無力繼續留在原地居住的民眾，不得不外遷至郊區。[2][11]
- 原業主的土地持份縮水，因為經由建商主導的都更，會蓋更高的樓層，並將其中的約50%以上劃歸建商利益，導致有更多的房屋被賣出。
- 為了使更新有利可圖，都市更新往往會對發展商進行容積率獎勵，導致都更後的建築物更高，影響到周圍原有居民的日照權。
- 一些更新個案只增加了住宅單位數，但是沒有相應改善交通、教育、醫療等公共服務的供給，導致城區原有基礎設施壓力增大（例如交通擁堵惡化、學位緊張）。
- 土地批租及土地财政制度下，為了使開發商在更新項目中盈利而提高容積率，對單個項目而言可能是成立的，但是若在城市內大面積鋪開，會導致城市更新向市場大量投放新房。這些新房會擠佔新樓盤的市場，進而弱化政府從土地拍賣中獲益的能力，反而要在城區為這些新增的單位提供更多公共服務，惡化政府的財政狀況。[12]
- 一些不願意進行都更的原住戶可能在「少數服從多數」的規則下被強拆民宅。
- 部分守舊派住戶因更新前，以透過私下興建違章建築的方式，來增加許多建築面積，使得前述那些守舊派住戶因此還要求建商方面，能在拆除違建之大更新工程結束後，也能對於前述那些原有違建群之面積來進行補償；以及有部分守舊派钉子户漫天要價，因而產生了不合理的財富再分配，甚至導致許多都市更新案因為這些守舊派住戶們的貪婪而流產。

爭議案例
臺灣
- 14、15號公園反拆遷運動
- 華光社區
- 正義國宅
- 士林文林苑都市更新爭議案
- 大埔事件
- 臺南市區鐵路地下化計畫
  - 反台南鐵路東移自救會

香港
- 利東街

## 實行

### 香港
香港政府設立市區重建局實行市區重建政策。市區重建局以「3Rs」策略來推動市區重建。 
- 重建發展（Redevelopment），
- 樓宇復修（Rehabilitation），
- 文物保育（PReservation），

在推行市區重建的同時，市區重建局亦會招請社工隊加入服務，為受影響的居民提供資料、訊息等。
市建局主席張震遠於5月11日表示，未來的市區更新項目，實施全面的環境可持續發展政策，為市民締造優質的生活環境。
香港房屋協會推行長者維修自住物業津貼計劃為長者自住業主提供財政資助，津貼維修自住樓宇的費用，改善樓宇失修的情況，加強長者居所的安全。

#### 市建局主要重建計劃

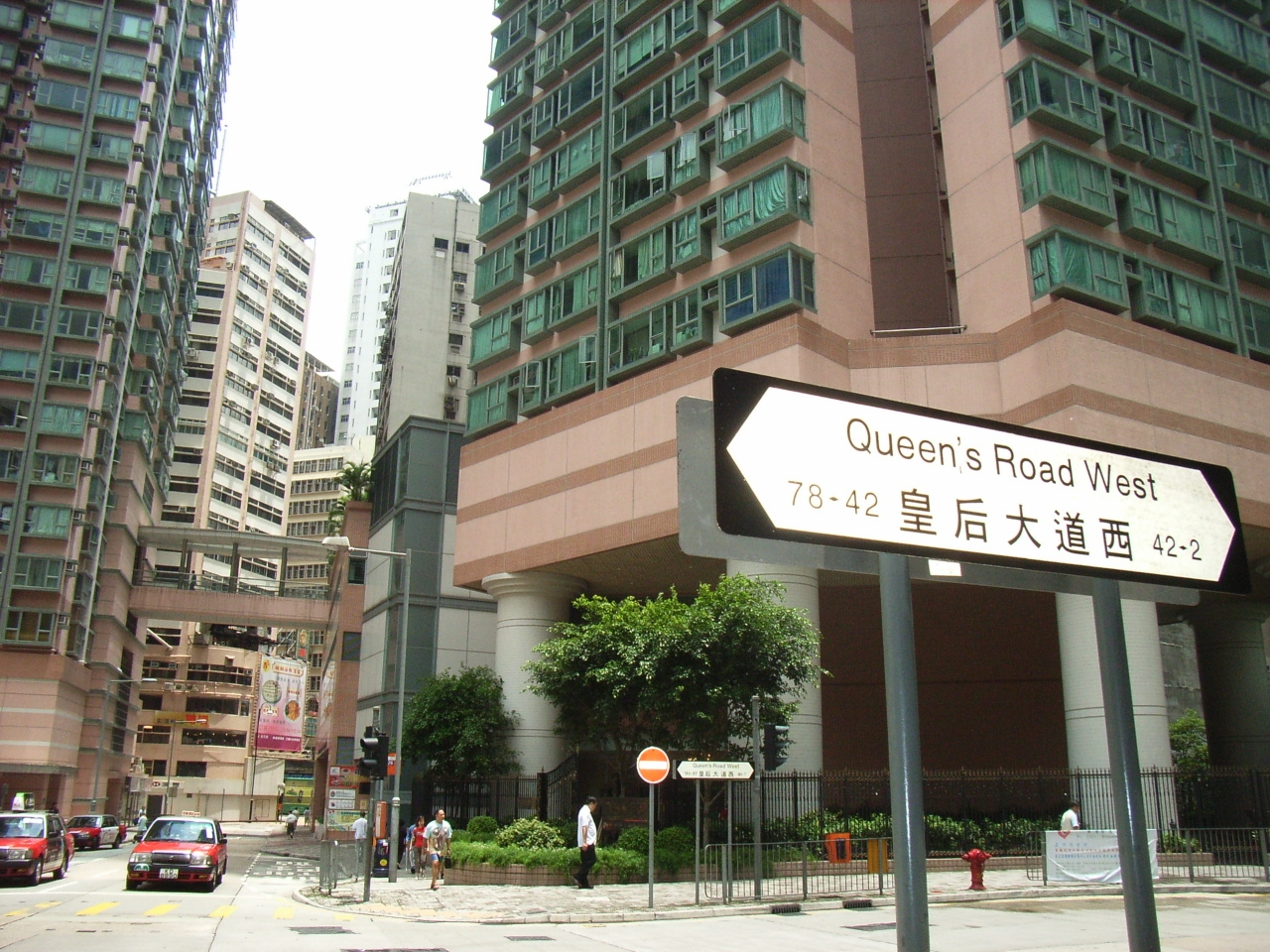
上環皇后街帝后華庭是市區重建局2001年成立之后已經完成的物業項目之一

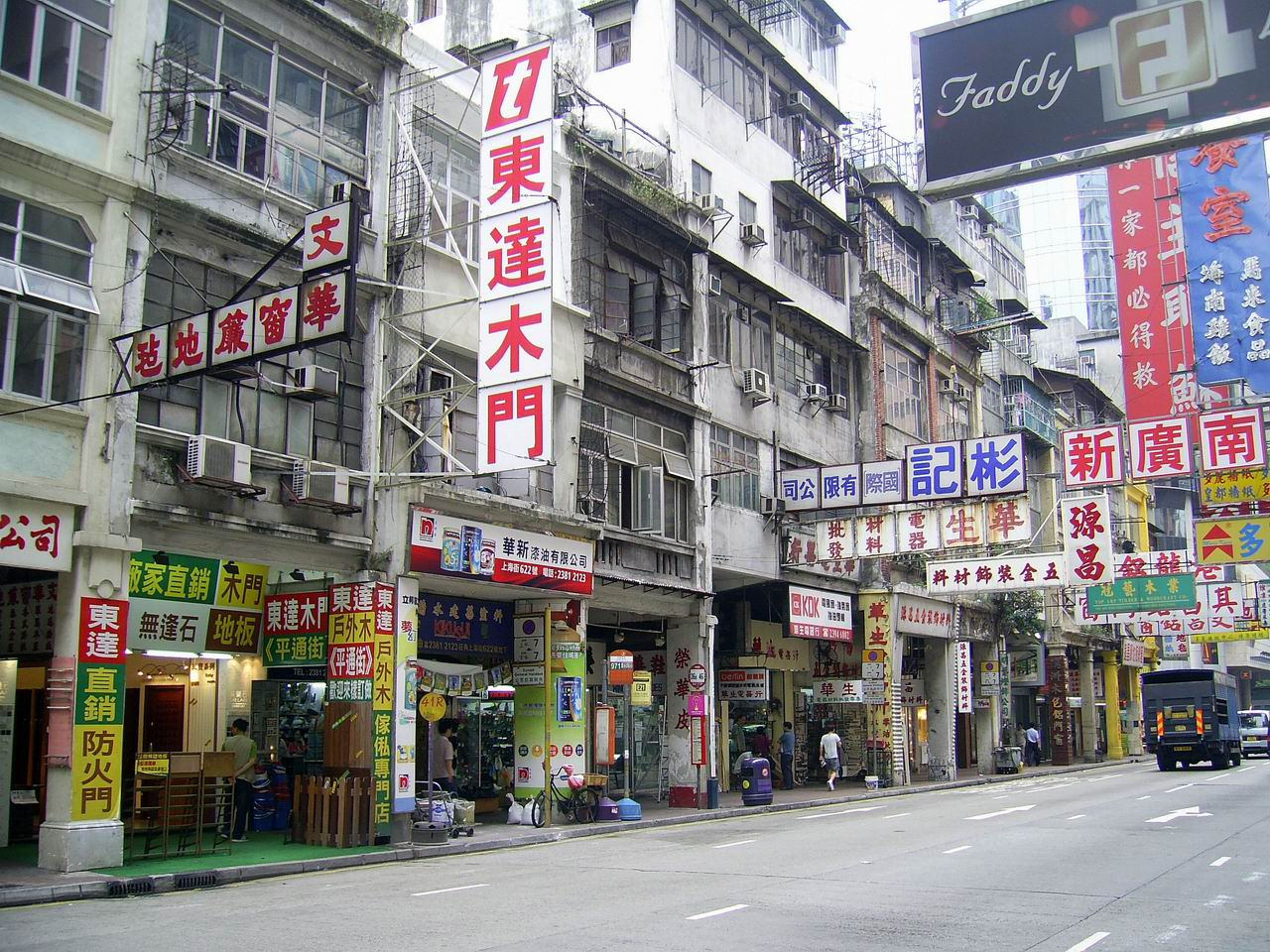
旺角上海街、亞皆老街保育項目

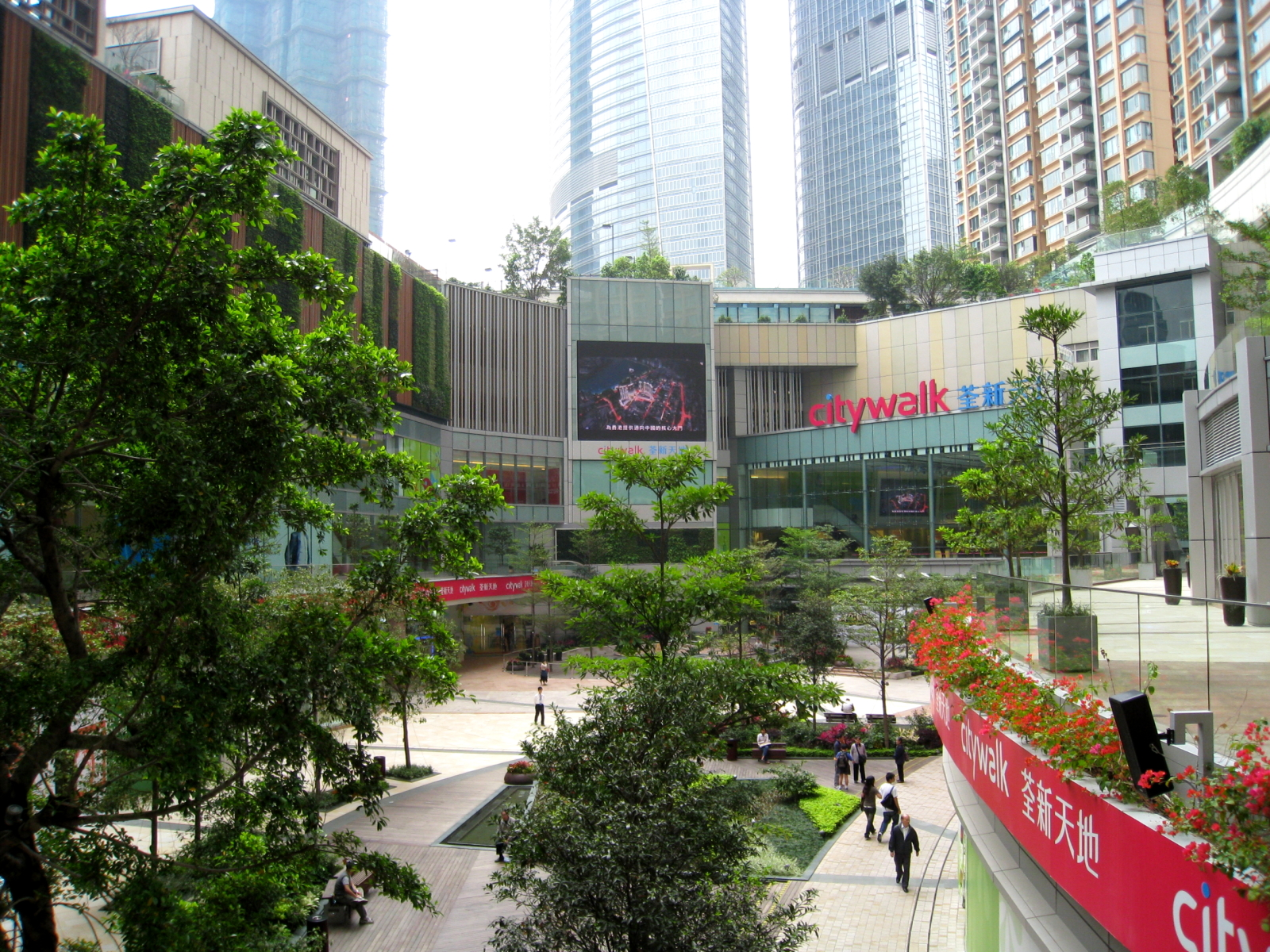
萬景峯重建項目是市區重建局所有的重建項目中最大的一個

##### 重建項目
- 上環皇后街（帝華庭）
- 油麻地窩打老道、雲南里（窩打老道8號）
- 旺角亞皆老街、上海街（朗豪坊）
- 旺角洗衣街（波鞋街）
- 旺角新填地街（MOD 595）
- 尖沙咀河內道（K11）
- 灣仔皇后大道東、利東街（H15）
- 西營盤第一街、第二街
- 大角咀福全街、杉樹街
- 大角咀櫻桃街（海桃灣）
- 荃灣市中心（即荃灣七街）（萬景峰）
- 灣仔莊士敦道（嘉薈軒）
- 灣仔太原街（尚翹峰）[14]
- 堅尼地城（泓都）
- 深水埗荔枝角道、桂林街、醫局街
- 深水埗海壇街、桂林街、北河街
- 觀塘市中心重建項目
- 土瓜灣浙江街、下鄉道[15]
- 土瓜灣北帝街、木廠街[15]
- 大角咀晏架街、福全街[16]
- 土瓜灣新山道、炮仗街[17]
- 深水埗順寧道[18]

##### 保育項目
- 旺角上海街、亞皆老街[19]
- 旺角太子道西、園藝街。[19]

### 澳門

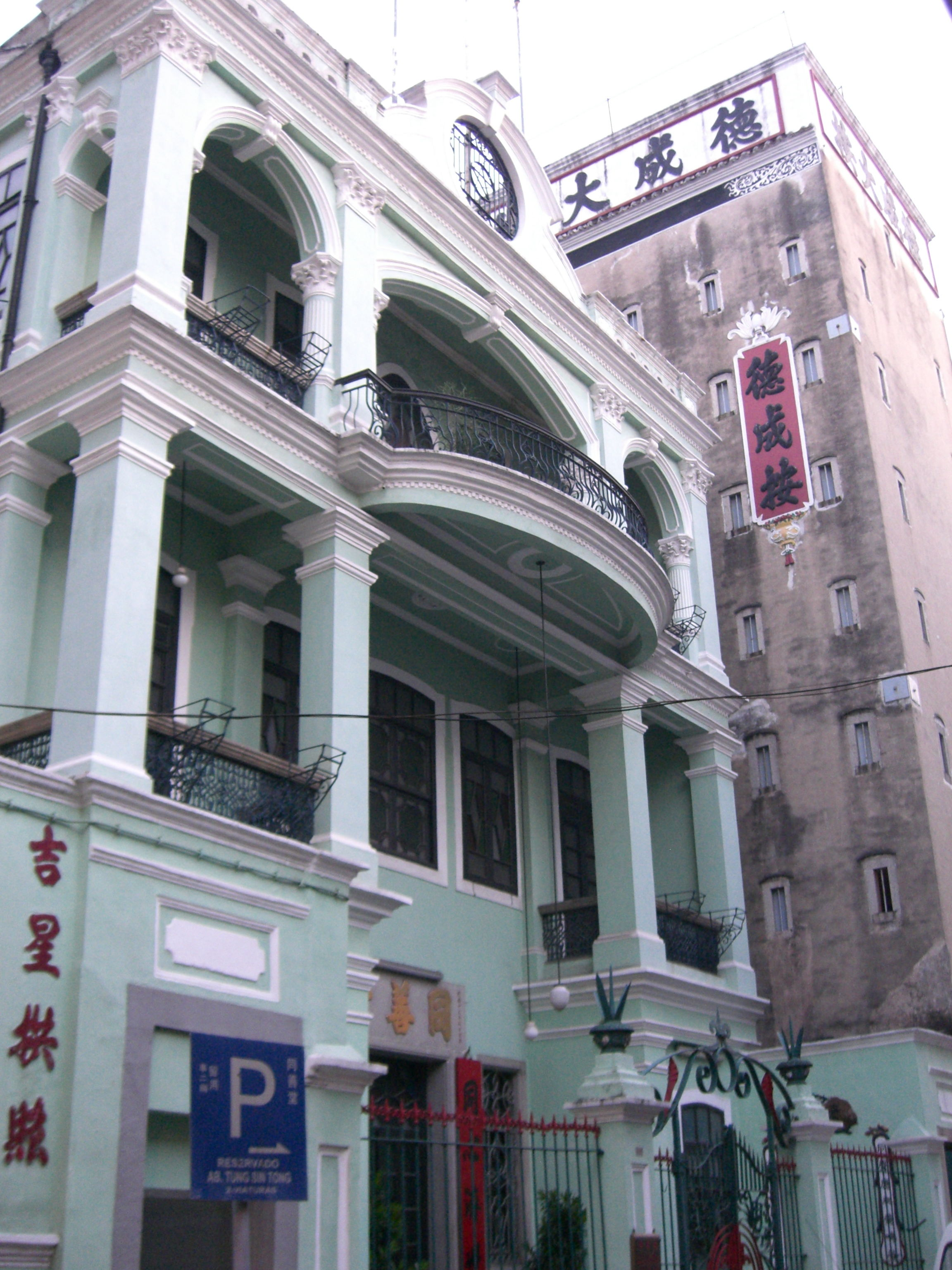
澳門同善堂

澳門政府先於2005設立澳門舊區重整諮詢委員會，由運輸工務司司長，土地工務運輸局局長及其他專業人士組成，目的改善商戶的營商環境，善用土地資源，提升整體的旅遊城市形象，推動各城區的協調發展，積極有序地推動澳門的舊區重整工作，後於2015年解散。2019年，澳門特別行政區政府改為設立政府全資公營機構─澳門都市更新股份有限公司，包括舊區重建和活化工作。
設立樓宇維修基金，為私人樓宇安全及環境衛生的保養及維修工程提供資助。

### 中國大陸
中國大陸的城市更新計畫，早期以北京、上海、廣州、深圳等超大、特大城市為主，後來逐漸擴展指中小城市。
北京市对二环内各传统街区设立历史文化保护区，对街区内旧建筑采用自愿腾退的办法，恢复一些重点四合院院落历史格局。
廣州市著名的拆除重建案例有2010年亚洲运动会籌備時期推動的猎德村舊改項目等；著名的微更新項目有由萬科主導的恩寧路永庆坊更新項目。荔湾广场也是1990年代广州政府推进旧城大规模改造的产物之一，但由于破坏了当地老城区居民的旧有生活节奏而引发争议，导致当时的旧城改造规划中断，直到猎德村项目的重现。

### 日本

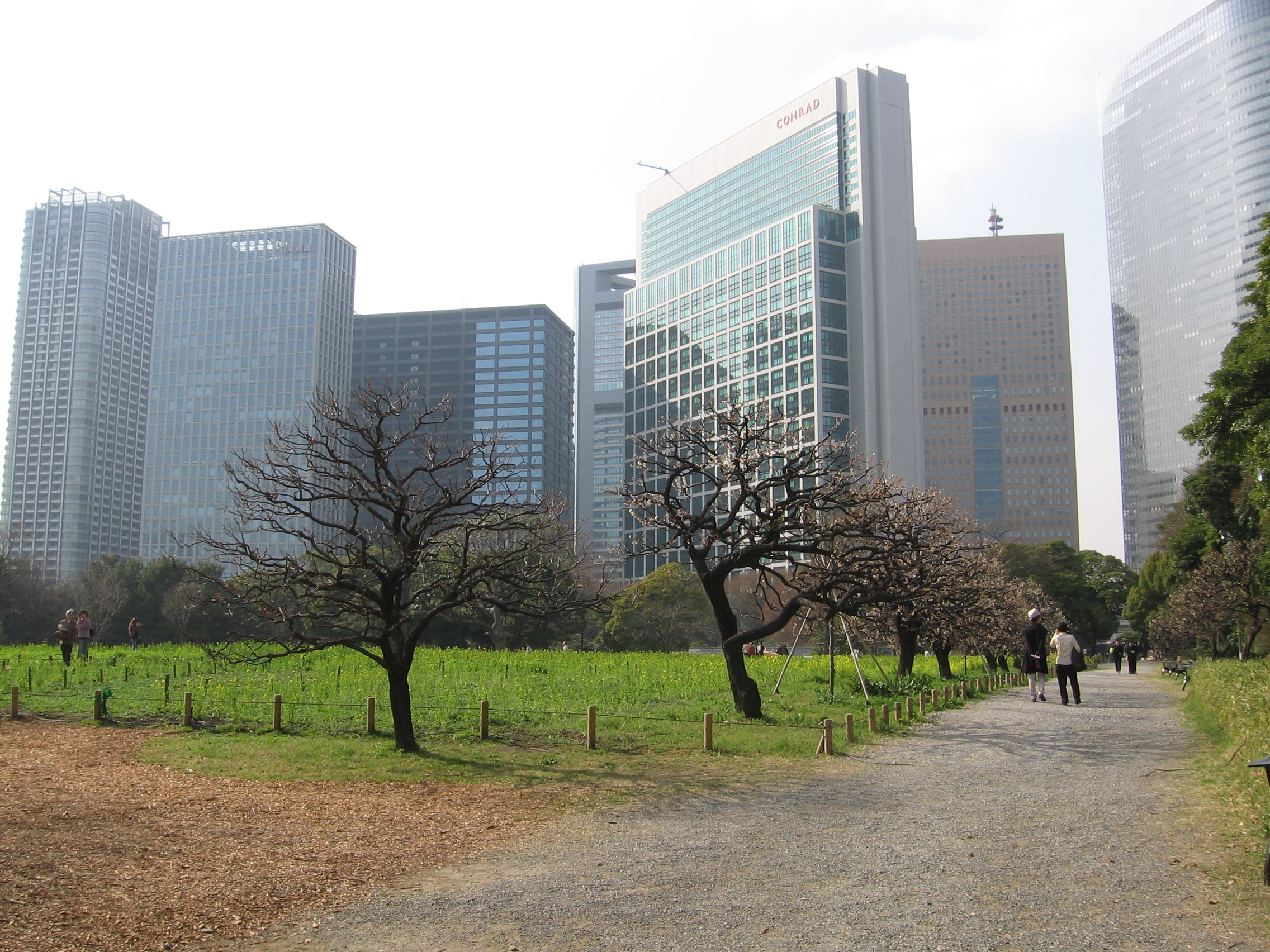
東京汐留再開發區景觀

都市更新在日本已行之有年（日本稱為「都市再開發」或「再開發」），尤其人口密集的關東地方（東京首都圈）、京阪神等都會區，皆有不少已完成、或進行中的都市更新計畫。
案例
- 東京：池袋太陽城、赤坂方舟之丘、東京巨蛋城、天王洲ISLE、六本木新城、汐留SIO-SITE、東京中城、表參道之丘、東京站周邊（大丸有）、秋葉原站周邊、新宿副都心等
- 橫濱：港未來
- 埼玉：埼玉新都心
- 大阪：大阪花園城（日语：オオサカガーデンシティ）、新梅田CITY（日语：新梅田シティ）、大阪站北地區（日语：大阪駅北地区）、Hotarumachi（日语：ほたるまち）等
- 神戶：神戶Harborland（日语：神戸ハーバーランド）
- 福岡：博多運河城（日语：キャナルシティ博多）等

### 臺灣
在臺灣方面，自1945戰後半個世紀都市呈現急速擴張之狀態，擴大都市計畫、新市區建設與新市鎮的開發是主軸，都市更新除了臺北市少數零星的個案外並不受到重視。直到1997年行政院通過都市更新方案，1998年立法院通過都市更新條例，都市更新才逐漸成為政府及民間重視的都市發展方向。

#### 早期都市更新（1998年以前）：強大公權力推動
都市更新條例立法之前，都市更新唯一的法源依據只有1973年修訂都市計畫法第六章舊市區更新共11個條文，並無詳細的作法與誘因。對於土地及地上物的處理係以徵收及區段徵收方式處理，完全是政府主導，民間無法參與或主導。
臺北市是臺灣最早開始辦理都市更新的都市。由於戰後約30萬自大陸撤退的軍民湧入市區，市區雜亂違章占用處處可見。根據1963年台北市政府的統計共有52,887間違章建築。特別是西門町中華路鐵路兩側搭滿了棚屋，市政府於1960年強力拆除這些佔用棚屋，1961年改建完成八棟中華商場安置1644戶住家商店，可視為台北市都市更新的濫觴。1964年為了安置大批颱風受災的軍民並興建淡水河堤，臺北市政府與軍方合作於萬華興建一批「南機場國宅」1264戶新式四層樓公寓。從1962-1975年台北市政府大力拆除妨礙交通及妨礙都市計畫的違章建築，以「萬大計畫」最具代表性，進行了18條道路拓寬工程，拆除3241間違章建築，為了安置這些違建居民，共興建了23處「臺北市整建住宅」，可視為第一波的都市更新行動。
臺北市越來越重視都市更新，1977年在工務局都市計畫處下設立都市更新科全力推動都市更新，隨後在1983年開始制定「臺北市都市更新實施辦法」。1977-1991年臺北市以區段徵收方式進行都市更新。這類案例有臺北市的柳鄉社區、華江地區、臺北工專新村北側、八德路饒河街口附近地區、大龍段蘭州國中北段地區、新隆里地區都市更新。但是政府主導區段徵收引起的抗爭極大，也有很多爭議，其中最受矚目的案件是中正紀念堂旁的新隆里都市更新案。14年來進度緩慢成效不彰，因此在1991年之後政府不再採用區段徵收方式推動更新。
1993年臺北市修訂「臺北市都市更新實施辦法」改變政策不由政府主導更新，而獎勵民間自行推動都市更新，給予容積獎勵，並設置都市更新審議委員會及成立都市更新基金。不過，由於政府不介入，許多複雜的土地建物產權與權利分配問題難以解決，雖然核准了清白新村等24個案件，但是大多無法執行，成效非常有限。

#### 1998-2009都市更新：建立法制與民間主導
1997年2月13日行政院通過「都市更新方案」，是臺灣首次將都市更新視為都市發展政策，開始全面建立法令及政策工具。1998年11月11日公布實施《都市更新條例》，臺灣正式啟動都市更新。都市更新的中央主管機關為內政部，地方政府方面，直轄市主管機關為直轄市政府，縣（市）主管機關為縣（市）政府。2003年臺北市在都市發展局下設臺北市都市更新處 （页面存档备份，存于），是台灣各地方政府中，第一個都市更新的專責機關。
1998年都市更新條例有幾個重要的特色：
- 政府可以劃定更新地區擬定更新計劃，民間可以申請劃定更新單元
- 政府或民間都可以主導更新事業擔任實施者
- 明訂申請審議及監督的程序
- 給予容積獎勵:最高為法定容積50%或原容積加法定容積30%
- 自辦更新權利人多數決（公辦更新無限制）：都市更新地區人數3/5以上，面積2/3以上; 非都市更新地區人數2/3以上，面積3/4以上
- 強制公有土地參與都市更新
- 提供補助及稅捐減免: 都市更新基金可給予規劃作業費補助, 另有房屋稅、地價稅、土地增值稅、契稅及營利事業所得稅之減免
- 重建實施方式引入權利變換制度（雖然法並未排除徵收或區段徵收等方式，但是以保障原權利人原地分配的權利變換方式或協議合建為主）
- 未依計畫實施政府可監督或必要時可接管

1999年都市更新條例的相關子法全部完成。緊接著9月21日臺灣就發生大規模的921大地震，都市更新立刻發揮了重要的重建功能。透過都市更新在災後10年內就完成了100個以上的集合住宅及社區重建。不過在這10年期間，不動產市場不景氣，民間建商大多對於都市更新不感興趣，鮮少投入。半數以上成功的案例大多數是由原住戶自行出資或向銀行及九二一震災重建基金會借款興建為主。
都市更新條例立法完成之後的10年之內，條例已經歷經7次修正，各項中央與地方法規也逐漸完備。至2009年底全臺灣已經核定212件都市更新事業（災後重建更新102件、一般重建型都市更新105件、整建維護型都市更新5件）。政府劃定的都市更新地區共404處1986.54公頃，民間自行劃定的更新單元288處94.15公頃。
至於政府主導更新方面，這10年間真正完成的更新案不多。直到2005年內政部營建署才開始研擬評估全面性推動公辦更新的策略及修法機制。中央政府分別有幾次的政策宣示，包括2005年「都市更新示範計畫」、2006年「加速推動都市更新方案」將都市更新列為國家重大計畫、2007年7月指定「4大金磚計畫」、2007年10月再擴大為「6大旗艦計畫」、2009年內政部「愛台12項建設—都市更新推動計畫」等2009年內政部設立「中央都市更新基金」補助各地方政府辦理重大更新案的規劃、招商及關連性公共設施開闢。2008-2010年內政部營建署委託都市更新研究發展基金會 （页面存档备份，存于）成立「都市更新推動辦公室」全面建立公辦都市更新的作業手冊及評估全臺灣適合公辦更新的地點。
至此階段，都市更新已經不再是臺北市的政策，也不再只是住宅社區改建。全臺灣各地都已經開始推動各種不同型態的都市更新。這段期間，有幾個較受到矚目的更新案：
- 台新金控總部大樓（原財神酒店）: 臺北市仁愛圓環旁重要商辦地標
- 崇德隆盛新村軍眷村改建: 臺北市國防部主導規模最大之重建型都市更新案（2.13公頃）
- 興洋興天地 （页面存档备份，存于）: 台北市大同區建成圓環旁重要計畫
- 台中東勢名流藝術世家 （页面存档备份，存于）: 全國第一個災後重建都市更新案，第一個權利變換計畫
- 三峽老街: 以整建方式處理之台北縣公辦都市更新案
- 嘉義市「檜意森活村 （页面存档备份，存于）」：是6大旗艦計畫之一，結合古蹟保存再利用的公辦案

#### 2010-2019年：期待與衝突
2008年金融海嘯過後，臺灣房地產市場強勁復甦，都市更新突然變成社會矚目的焦點，甚至變成市長選舉的重要政見。臺北市市長郝龍斌在競選時提出「一坪換一坪」的口號，鼓勵老舊四、五層公寓社區都市更新改建。臺北市於2010年8月宣佈「老舊公寓更新專案」，以都市計畫手段增加容積獎勵最高100%為誘因吸引民間建商與地主合作改建舊公寓。此舉引爆了台北都會區一片都市更新熱潮，老舊公寓原本不值錢如今反而上漲。不過住戶期待過高，實際申請審議困難度很高，使得真正成功改建的案例不多。
2010年內政部營建署也開始大力推動公辦更新，標榜為「公辦都更元年」，開始一系列以公有土地為主的公辦都市更新招商行動，開始引起投資人高度矚目。
當市場開始為都更瘋狂的時候，社會上也開始醞釀另一股反商及反對房價飆漲的反作用力，質疑都市更新炒高房價圖利建商的聲浪越來越大。2012年3月爆發臺北市士林區「文林苑都市更新爭議」，市政府依照都市更新條例執行強制拆除不同意戶的房屋，引起來自社會各界包括法律、都市計畫、人權團體、文化人士、政治人士與媒體的批評指責，認為政府幫助建商拆屋是違反憲法保障人民財產權，都市更新條例被質疑違憲。2013年司法院大法官會議作成709號解釋 （页面存档备份，存于），認定都市更新事業概要與事業計畫申請審核程序與憲法要求之正當行政程序不符，部分條文違憲。但是對於最關鍵的政府強制拆除不同意戶的房屋是否違憲則沒有解釋，反之大法官肯定了「多數決」並未違憲。這不只引發了後續都市更新條例及相關制度的大幅度調整修正，也引發各界對都市更新的懷疑失望，甚至有「都市更新已死」的說法。
這段期間，政府對民間申請都市更新案件審議逐漸變得嚴苛，權利人動輒陳情抗議，建商投資更新案的態度趨向保守，都市更新單元面積越來越縮小。
隨著文林苑 （页面存档备份，存于）興建完工、社會激情的冷卻及政黨輪替，都市更新條例終於在2019年1月完成大幅度的修正完成，都市更新政策也做了大幅度的修正。
文林苑事件後，各級政府逐漸重拾對政府主導公辦更新的重視。內政部於2018年成立行政法人國家住宅及都市更新中心 （页面存档备份，存于），推動社會住宅及公辦更新業務。臺北市於2012年成立財團法人臺北市都市更新推動中心 （页面存档备份，存于）也是為了公辦更新。2019年都市更新條例也大幅增加政府主導都市更新之相關條文，建立明確的容積獎勵及稅捐減免優惠，降低整合風險及所有權人負擔。對於少數不同意戶，也可經由公開、嚴謹的聽證及審議程序，及實施者與政府數次協調後，得以執行代為拆遷作業。
此一階段受社會矚目的都市更新案包括：
- 台北市明日博 （页面存档备份，存于）
- 台北市斯文首善（斯文里三期整宅）
- 板橋浮洲合宜住宅
- 永和大陳義胞更新單元2
- 新店行政園區公辦更新

#### 2020-至今：蓬勃發展
隨著法令與機制完備，社會共識逐漸形成，2019年景氣回溫，臺灣都市更新的發展進入常熟穩健之成長階段。2020年行政院院會通過「都市更新條例」修正案，主要針對第57條、第61條、第65條，除了加速地方政府代拆的過程，也提高容積獎勵誘因，最高可達原容積1.3倍。
此一階段受社會矚目的都市更新案包括：
- 台北市士林區松柏大廈公辦都更2.0[34]
- 臺銀捷運圓山站西側地區都市更新案，麗寶建設圓山綠水新天地[35]
- 松山民權東冠德建設公辦都市更新案[36]
- 北投關渡黃金城富品建設都市更新案[37][38]
- 台南市安平2期國宅都市更新案[39]

#### 成果統計
| 年度   | 台北市 | 新北市 | 基隆市 | 桃園市 | 新竹市 | 苗栗縣 | 台中市 | 南投縣 | 雲林縣 | 台南市 | 高雄市 | 澎湖縣 | 合計 |
| ------ | ------ | ------ | ------ | ------ | ------ | ------ | ------ | ------ | ------ | ------ | ------ | ------ | ---- |
| 2001年 | 0      | 1      | 0      | 0      | 0      | 0      | 7      | 1      | 0      | 0      | 0      | 0      | 9    |
| 2002年 | 5      | 1      | 0      | 0      | 0      | 0      | 20     | 8      | 0      | 0      | 0      | 0      | 34   |
| 2003年 | 3      | 0      | 0      | 0      | 0      | 0      | 26     | 7      | 0      | 0      | 0      | 0      | 36   |
| 2004年 | 6      | 0      | 0      | 0      | 0      | 0      | 0      | 2      | 0      | 0      | 0      | 0      | 8    |
| 2005年 | 9      | 8      | 0      | 0      | 0      | 0      | 4      | 6      | 0      | 1      | 0      | 0      | 28   |
| 2006年 | 11     | 2      | 0      | 0      | 0      | 0      | 1      | 4      | 0      | 0      | 0      | 0      | 18   |
| 2007年 | 18     | 2      | 0      | 0      | 0      | 0      | 3      | 0      | 0      | 0      | 0      | 0      | 23   |
| 2008年 | 19     | 3      | 0      | 0      | 0      | 0      | 0      | 0      | 0      | 0      | 0      | 0      | 22   |
| 2009年 | 18     | 5      | 0      | 0      | 0      | 0      | 0      | 0      | 0      | 0      | 0      | 0      | 23   |
| 2010年 | 12     | 8      | 1      | 0      | 0      | 0      | 0      | 0      | 0      | 0      | 0      | 0      | 21   |
| 2011年 | 16     | 6      | 0      | 0      | 0      | 0      | 1      | 0      | 0      | 0      | 0      | 0      | 23   |
| 2012年 | 17     | 12     | 0      | 0      | 0      | 0      | 0      | 0      | 0      | 0      | 1      | 0      | 30   |
| 2013年 | 39     | 10     | 0      | 0      | 0      | 0      | 0      | 0      | 0      | 0      | 2      | 0      | 51   |
| 2014年 | 24     | 10     | 0      | 0      | 0      | 0      | 0      | 0      | 0      | 0      | 0      | 0      | 34   |
| 2015年 | 35     | 10     | 0      | 0      | 2      | 0      | 1      | 0      | 0      | 1      | 0      | 0      | 49   |
| 2016年 | 26     | 7      | 1      | 0      | 1      | 0      | 1      | 0      | 0      | 0      | 0      | 0      | 36   |
| 2017年 | 51     | 13     | 0      | 0      | 0      | 0      |        | 0      | 0      | 2      | 0      | 0      | 66   |
| 2018年 | 47     | 15     | 1      | 0      | 2      | 1      | 2      | 0      | 0      | 0      | 1      | 0      | 69   |
| 2019年 | 63     | 29     | 0      | 1      | 3      | 0      | 1      | 0      | 0      | 0      | 0      | 1      | 98   |
| 2020年 | 43     | 16     | 0      | 4      | 2      | 0      | 16     | 0      | 1      | 2      | 1      | 1      | 86   |
| 2021年 | 39     | 11     | 0      | 0      | 0      | 0      | 4      | 0      | 0      | 2      | 1      | 0      | 57   |
| 2022年 | 40     | 20     | 0      | 3      | 5      | 0      | 5      | 0      | 0      | 2      | 2      | 0      | 77   |
| 合計   | 541    | 189    | 3      | 8      | 15     | 1      | 92     | 28     | 1      | 10     | 8      | 2      | 898  |

### 臺灣
- 內政部營建署
- 都市更新入口網 （页面存档备份，存于）
- 國家住宅及都市更新中心
- 台北市都市更新處 （页面存档备份，存于）

### 香港
- 市區重建局
- 房屋協會

## 外部連結
- 香港市區重建局（繁體中文）（英文）
- 香港房屋協會（繁體中文）（英文）
- 香港房屋協會-市區重建項目（繁體中文）
- 澳門舊區重整諮詢委員會 （页面存档备份，存于）（繁體中文）
- 內政部營建署 都市更新E化平台 （页面存档备份，存于）（繁體中文）
- 臺北市都市更新處（繁體中文）（英文）
- 社團法人再開發協調協會 （页面存档备份，存于）（日語）（英文）